# Commune de Lyon
4 septembre 1870 - 28 septembre 1870
24 jours – 
22 mars 1871 - 25 mars 1871
3 jours

30 avril 1871 - 1er mai 1871
1 jour
Entités précédentes :
- Gouvernement de la Défense nationale

Entités suivantes :
- Troisième République

La Commune de Lyon est chronologiquement la première des communes insurrectionnelles de France en 1870-1871, établie en 1870 sous l'impulsion de républicains modérés, d'anarchistes, de radicaux et de socialistes. La commune organise des élections et se dissout après avoir rétabli une normalité républicaine, ce qui frustre les éléments les plus avancés, qui espéraient une révolution différente. Ces derniers tentent deux fois de reprendre le pouvoir sans succès.

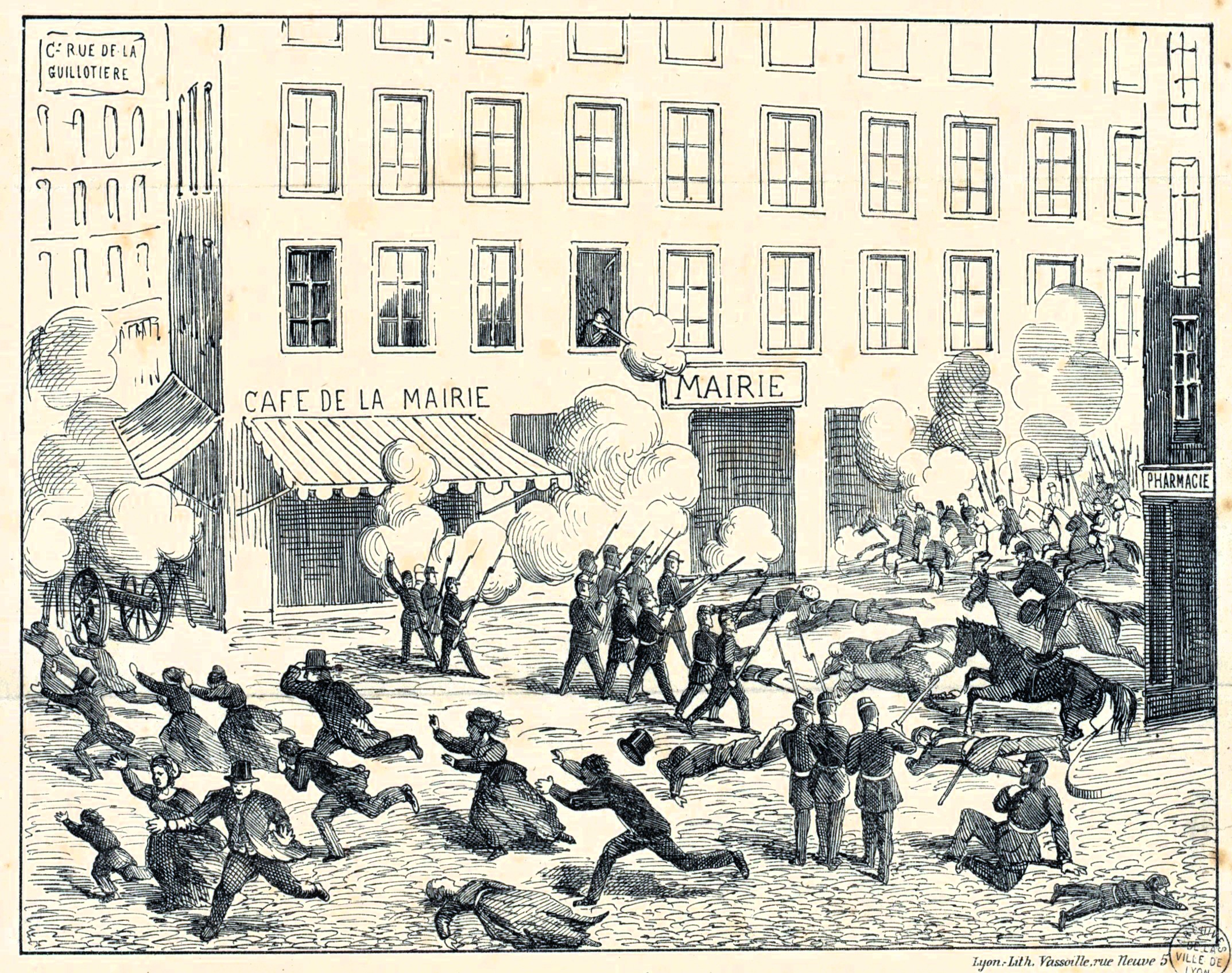
Derniers combats autour de la mairie de La Guillotière, les 30 avril et 1er mai 1871.

## Prémices du mouvement révolutionnaire et préparation de la prise du pouvoir
Dès les premiers mois de 1870, les membres lyonnais de l'Association internationale des travailleurs (AIT) travaillent à préparer les ouvriers lyonnais à une éventuelle révolution. En liaison avec Bakounine, ils organisent un grand meeting réunissant plusieurs milliers de participants le 13 mars, qui donne un grand poids à la section locale, alors réélue avec à sa tête Albert Richard,. Le 20 juillet 1870, au deuxième jour de la guerre entre la France et la Prusse, l'AIT organise une manifestation pacifiste de la place des Terreaux à la rue Sala.
Durant le conflit, dans toute la ville les éléments républicains et plus avancés (anarchistes, révolutionnaires socialistes) se préparent à la chute de l'Empire. Les différentes sensibilités tentent de se réunir pour organiser l'après Napoléon III mais ils ne parviennent pas à s'entendre. Toutefois, tous ces milieux sont d'accord sur l'idée d'une autonomie municipale, pour rompre avec les pratiques centralisatrices de l'Empire.
La nouvelle de la défaite de Sedan et de la capture de l'empereur, apportée par des voyageurs venant de Genève (le préfet ayant souhaité ne pas diffuser l'information immédiatement) se diffuse lentement. Parmi les militants qui l'apprennent et qui préparent la prise du pouvoir, un groupe de tendance radicale qui se nomme le « comité des neuf » fait rapidement une liste d'environ soixante-dix noms destinés à former le premier organe de pouvoir qui prendra la place des autorités officielles le lendemain. Ce groupe est composé de membres de l'aile gauche du parti radical, blanquistes pour la plupart. Il n'y a pas de membre de l'AIT[Information douteuse]. La majorité des personnes prévues sur cette liste formeront effectivement le comité de salut public.

## Les évènements du 4 septembre: la prise du pouvoir

### La prise du pouvoir et la proclamation de la République

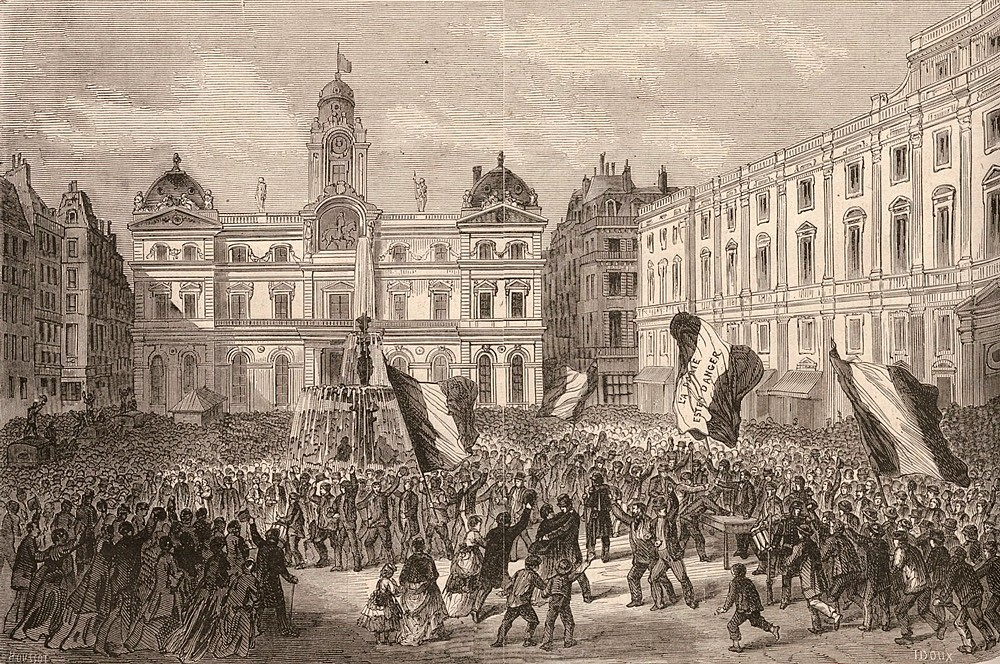
Prise de l'hôtel de ville de Lyon le et proclamation de la République, point de départ de la Commune de Lyon.

Dès huit heures du matin, la foule se rassemble sans vrai mot d'ordre sur le parvis de l'hôtel de ville. Sans rencontrer de résistance, elle s'empare du pouvoir sous la direction de quelques meneurs vite arrivés : Jacques-Louis Hénon, Désiré Barodet, le docteur Durand. Sans attendre, ils proclament la République sur le balcon, dans un esprit avancé, mais non révolutionnaire, et placardent en ville une affiche décrétant la déchéance de l’Empire. Des membres de l'Association internationale des travailleurs participent à l'insurrection, et le drapeau rouge est mis à la place du drapeau tricolore, sans que soit bien défini si ce symbole annonce une future révolution ou proclame simplement la déchéance du régime précédent. Parmi les membres annonçant la République, il y a Charles Beauvoir, membre de l'AIT.

### L'organisation du pouvoir
Immédiatement, un comité de salut public composé de républicains et de quelques militants de l’Internationale s'organise. Ce groupe de soixante sept personnes est élu par acclamation sur les balcons de l'hôtel de ville. Ils sont appelés par les membres du comité des neuf. La majorité des membres du comité sont issus de milieux populaires ; il s'y trouve également Louis Andrieux, alors sorti de la prison Saint-Joseph. Sur la totalité, seuls une dizaine sont membres de l'AIT, le patriotisme de la majorité des créateurs du comité rejetant nombre d'eux.
Le même jour, la commune de la Guillotière connait un soulèvement et l'établissement d'une commune arborant le drapeau rouge.

### La tentative de reprise du pouvoir par le gouverneur
Le général Espivant de la Villeboisnet sort ses troupes en ville et leur ordonne de disperser les révolutionnaires. Les hommes du rang refusent le combat, laissant le sabre au fourreau et montant les crosses des fusils. Pour ne pas voir ses lignes se disperser, et les armes se perdre dans la foule, le général les fait rapidement revenir aux casernes, laissant le comité de salut public en place.
Le même jour, les gardes nationaux des quartiers populaires, à qui l'on n'avait pas confié d'armes, prennent d'assaut les forts Lamothe et La Vitriolerie et s'emparent d'armes.

## La commune de Lyon en place

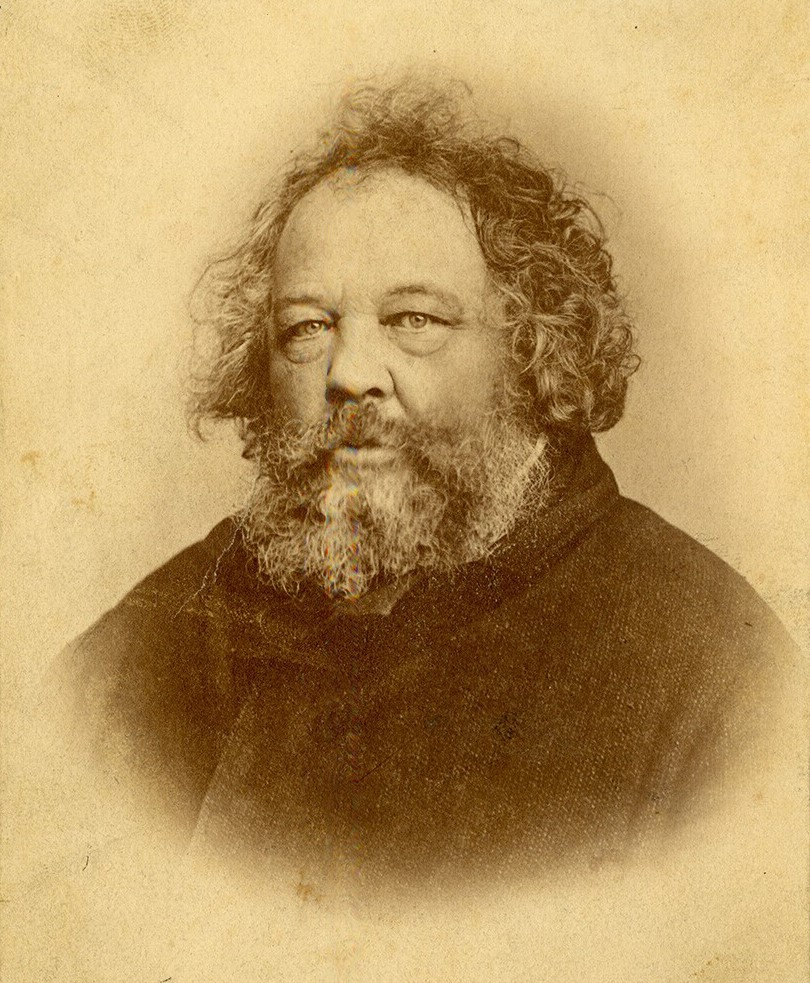
Mikhaïl Bakounine.

Le 6 septembre, Challemel-Lacour, qui a été nommé préfet du Rhône par le Gouvernement de la Défense nationale, arrive à Lyon. Le 8 septembre, dix commissaires sont désignés pour être les « intermédiaires du peuple lyonnais auprès du Comité de Salut public ». Albert Richard, Louis Andrieux et Victor Jaclard, qui en font partie, sont délégués auprès du gouvernement parisien pour discuter avec lui de la levée en masse contre les Prussiens. Andrieux, qui a pour seul souhait le retour de l’ordre, revient de Paris avec le titre de procureur de la République à Lyon. Albert Richard, quant à lui, revient en compagnie du général Cluseret qui doit être nommé commandant des volontaires du Rhône et des corps de francs-tireurs venus du Midi.
Michel Bakounine arrive à Lyon le 14 ou le 15 septembre avec Vladimir Ozerov, Walenty Lankiewicz et F. Bischoff. Il s'alarme de voir la section lyonnaise de l’Association internationale des travailleurs (AIT) collaborer avec les républicains, et la pousse plutôt à fomenter une guerre révolutionnaire, contre les Prussiens, et au prix du renversement du gouvernement provisoire, dénoncé comme défaitiste.
Le même jour, le comité de salut public se dissout pour laisser la place aux autorités élues au terme des élections municipales qu'il a organisé. Hénon devient alors le premier maire de Lyon.

## Le Comité du salut de la France
Le 17 septembre 1870, au cours d’une réunion publique, les militants de l'AIT, avec Bakounine, fondent le Comité du salut de la France, sur un programme de levée en masse et de guerre révolutionnaire, dans l'esprit de 1792-1793. Camille Camet en est le secrétaire, et ses principales figures sont Albert Richard, Gustave Cluseret, Charles Beauvoir, Michel Bakounine, Eugène Saignes ou encore Louis Palix.
Le Comité du salut de la France, qui compte en son sein des délégués de différents quartiers de la ville, déploie une grande activité, publiant des manifestes et multipliant les réunions publiques. Une coordination est bientôt établie entre groupes révolutionnaires, associations ouvrières et milices de citoyens et le plan d’une insurrection à Lyon est mis en place.
À Lyon, le 26 septembre 1870, salle de la Rotonde, aux Brotteaux, lors d’un grand meeting avec les ouvriers en lutte des chantiers nationaux, le Comité du salut de la France appelle au remplacement du gouvernement provisoire par une fédération de communes, décentralisée et combattante. Le lendemain est consacré aux préparatifs et à la rédaction d’un court programme, qui sera imprimé sur une affiche rouge. Celle-ci est collée au matin du 28 septembre, jour choisi pour le soulèvement.
« 

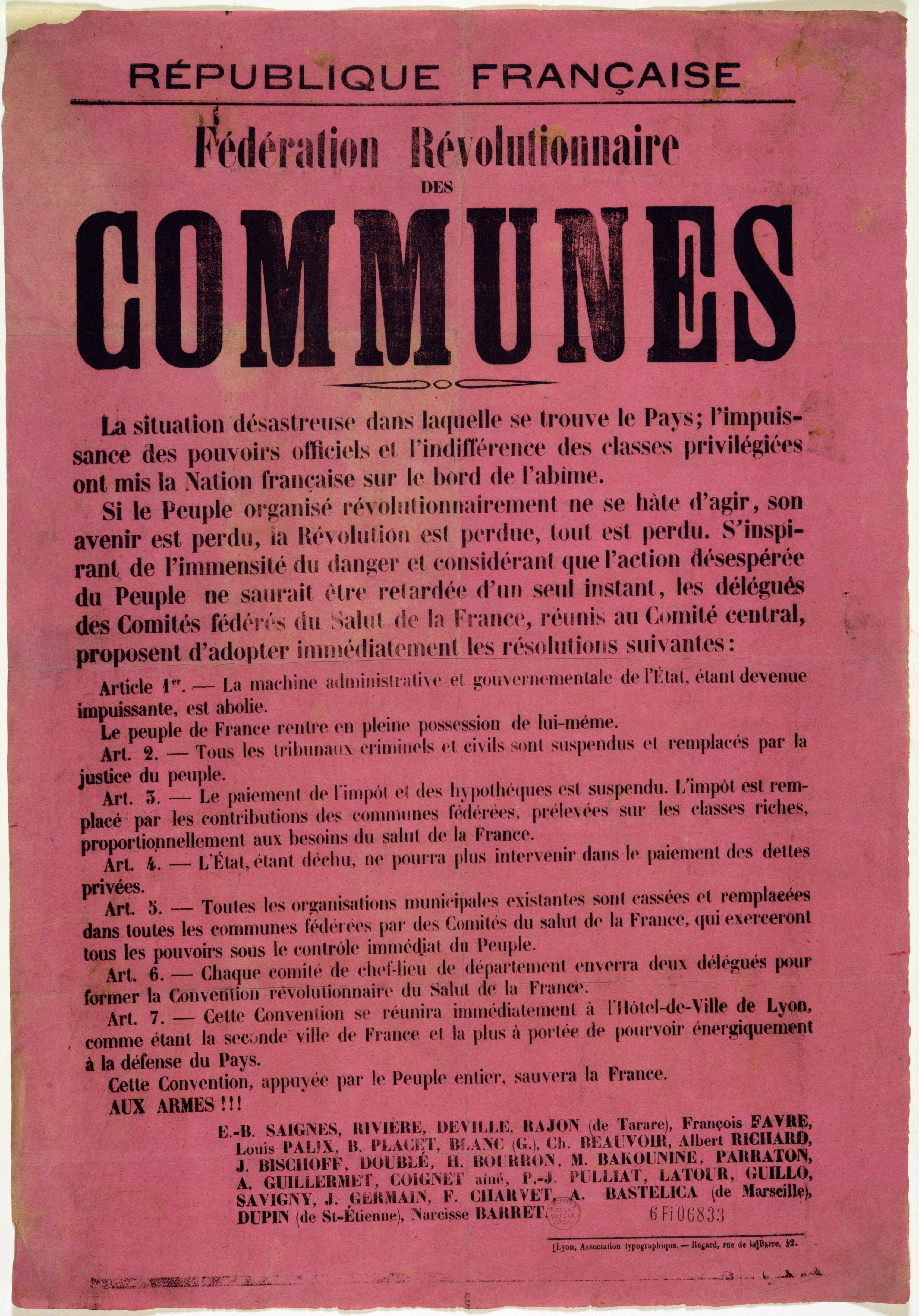
Affiche de la première Commune de Lyon, conservée aux Archives municipales de Lyon, réf. 6fi 6833

La situation désastreuse dans laquelle se trouve le Pays ; l’impuissance des pouvoirs officiels et l’indifférence des classes privilégiées ont mis la nation française au bord de l’abîme.
Si le peuple organisé révolutionnairement ne se hâte d’agir, son avenir est perdu, la révolution est perdue, tout est perdu. S’inspirant de l’immensité du danger et considérant que l’action désespérée du peuple ne saurait être retardée d’un seul instant, les délégués des comités fédérés du salut de la France, réunis au Comité central, proposent d’adopter immédiatement les résolutions suivantes :
Article 1er. - La machine administrative et gouvernementale de l’État, étant devenue impuissante, est abolie.
Le peuple de France rentre en pleine possession de lui-même.
Art. 2. - Tous les tribunaux criminels et civils sont suspendus et remplacés par la justice du peuple.
Art. 3. - Le paiement de l’impôt et des hypothèques est suspendu. L’impôt est remplacé par les contributions des communes fédérées, prélevées sur les classes riches, proportionnellement aux besoins du salut de la France.
Art. 4. - L’État étant déchu, ne pourra plus intervenir dans le paiement des dettes privées.
Art. 5. - Toutes les organisations municipales existantes sont cassées et remplacées dans toutes les communes fédérées par des comités de salut de la France, qui exerceront tous les pouvoirs sous le contrôle immédiat du Peuple.
Art. 6. - Chaque comité de chef-lieu de département enverra deux délégués pour former la convention révolutionnaire du Salut de la France.
Art. 7. - Cette convention se réunira immédiatement à l’Hôtel de ville de Lyon, comme étant la seconde ville de France et la plus à portée de pourvoir énergiquement à la défense du Pays.
Cette convention appuyée par le peuple entier sauvera la France.
Aux Armes !!! »
— Les 26 signataires de cette convention de la Fédération révolutionnaire des Communes et mentionnés sur l’affiche rouge, sont notamment : Albert Richard, Michel Bakounine, Gustave Blanc, Eugène-Bertrand Saignes, Louis Palix (Lyon), Rajon (Tarare), A. Bastellica (Marseille), Dupin (St Étienne).

A l'appel d'équipes d'agitateurs envoyés sur les chantiers, une manifestation de plusieurs milliers d’ouvriers arborant le drapeau rouge envahissent à midi la Place des Terreaux. Une centaine de militants du Comité du salut de la France – dont Bakounine, Saignes, Bastelica et Albert Richard – pénètrent alors dans l’hôtel de ville.
Du haut du balcon, Saignes lit de nouveau le manifeste sous les applaudissements de la foule. Le maire et le préfet Challemel-Lacour sont retenus prisonniers. Gustave Cluseret file à la Croix-Rousse mais échoue à y mobiliser la population ouvrière et la garde nationale du quartier. Bakounine attribuera plus tard l’échec du mouvement à cette « trahison » de Cluseret : les ouvriers rassemblés sur la Place des Terreaux sont en effet désarmés face à la troupe et à la garde nationale des quartiers bourgeois. Cernés dans l'hôtel de ville, et alors que le soulèvement espéré n'a pas eu lieu, les révolutionnaires finissent par négocier l'évacuation. Peu après, alors que le pouvoir préfectoral a été rétabli et que la répression commence, Bakounine est contraint de s'enfuir à Marseille.

## Insurrection à la suite de la première Commune de Lyon
En décembre 1870, au cours de la guerre franco-allemande, l'annonce de la défaite des légions du Rhône à la bataille de Nuits (18 décembre 1870) fait craindre aux Lyonnais l'arrivée imminente des Prussiens. Dans un contexte déjà tendu (on se situe quelques semaines après la première Commune de Lyon), un mouvement insurrectionnel souhaite alors s'emparer du pouvoir pour préparer la défense de la ville. Le 20 décembre 1870, le commandant Arnaud, accusé d'avoir voulu faire tirer sur la foule, est pris à partie par des insurgés, jugé sommairement et fusillé publiquement.

## Deuxième soulèvement

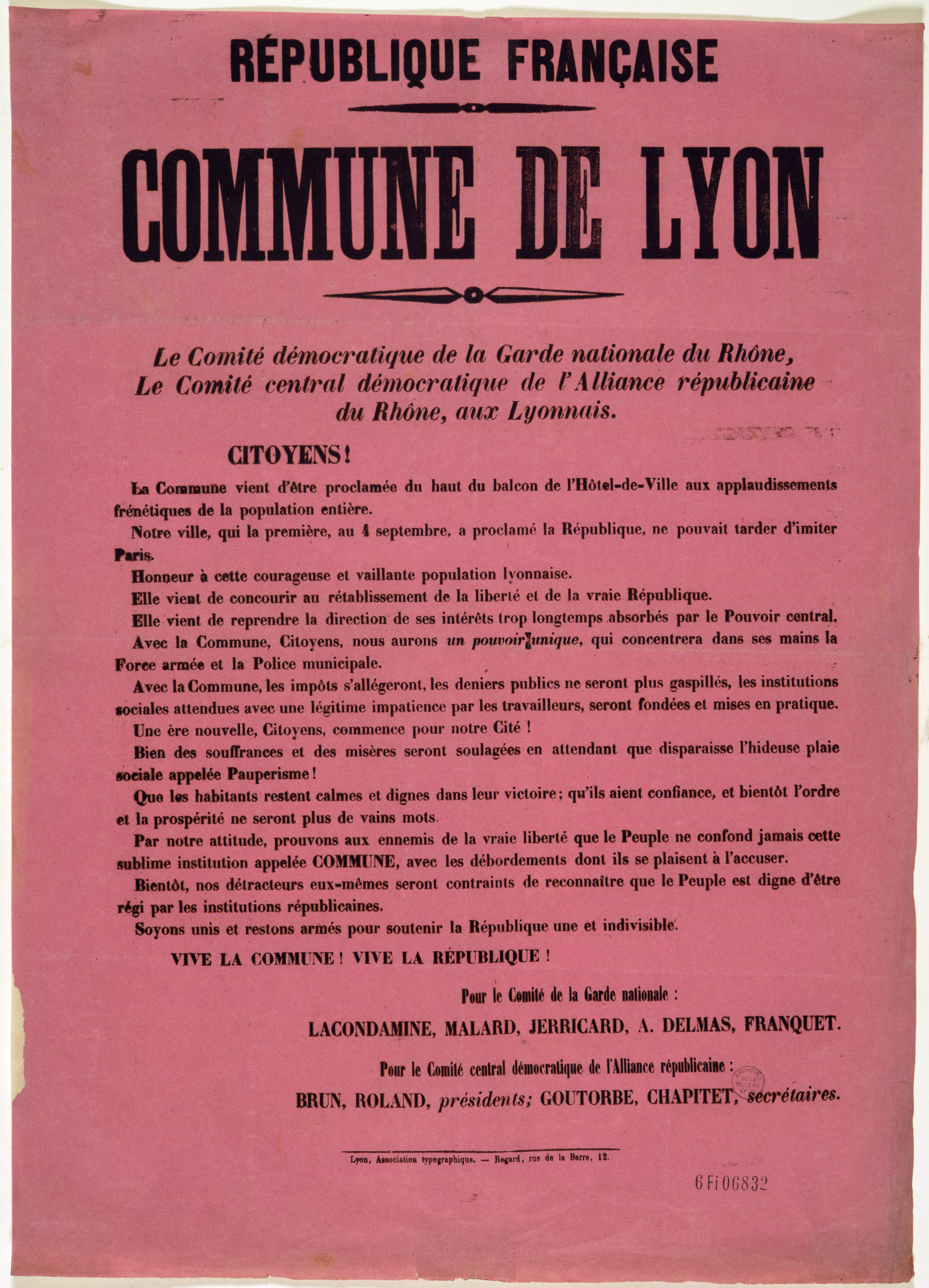
Affiche proclamant la seconde commune de Lyon le 23 mars 1871, conservée aux Archives municipales de Lyon, réf. 6fi 6832

Au printemps 1871, de nombreux militants lyonnais inconnus et insurgés quasi-anonymes lancent de courtes insurrections, qui se passent en deux temps. Du 22 au 25 mars 1871, la scène en est l’Hôtel de ville, tandis que celle du 30 avril et 1er mai 1871, plus sanglante, se déroule dans le faubourg de la Guillotière.

### L'Hôtel de ville
Dans la nuit du 22 au 23 mars, l’Hôtel de ville est une nouvelle fois envahi avec l’aide d’acteurs du 28 septembre 1870, de membres de l’ex-comité de Salut Public, du Comité révolutionnaire de la Guillotière, et de 18 bataillons sur 24 du Comité central de la Garde Nationale. Une commission est installée.
Le 25 mars, pourtant, dans une subtile trouvaille pour contrer la Commune de Lyon, Hénon, le premier maire de Lyon de la IIIe République, fait apposer des affiches annonçant la réception solennelle des héros en armes de Belfort qui avaient résisté avec honneur au siège des Prussiens. L'entrée de cette force d'intervention mettait fin à cette insurrection.

### La Guillotière

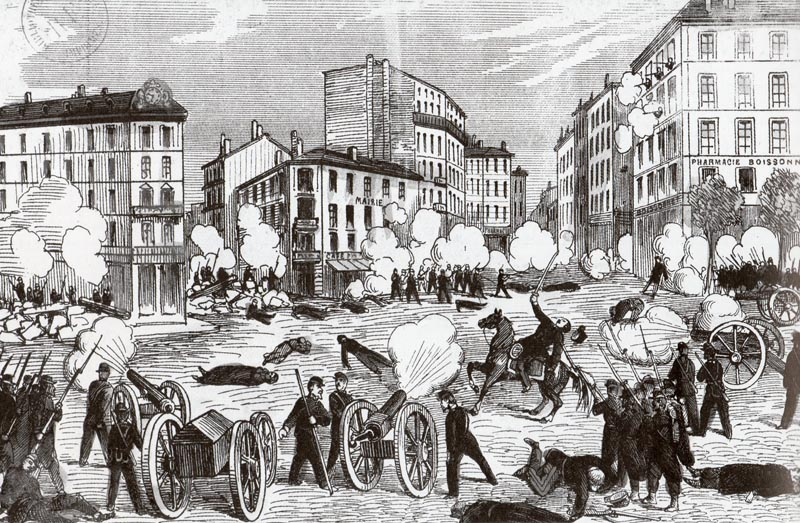
Attaque de l'armée contre les insurgés retranchés autour de la mairie de La Guillotière, les 30 avril et 1er mai 1871.

Le drapeau rouge continua cependant à flotter sur la mairie de la Guillotière, place du Pont. Le 30 avril, après un appel au boycott des élections, lancé notamment par le délégué de la Commune de Paris Gaston Caulet du Tayac, elle est occupée par les gardes nationaux qui interdisent l’accès aux urnes avec la complicité de la majorité de la population. Des barricades sont dressées Grand rue de la Guillotière et cours des Brosses (actuel cours Gambetta). L’armée arrive de Perrache, sur ordre du préfet Valentin, face à une foule de 20 000 à 25 000 personnes qui crie « Ne tirez pas ! Crosse en l’air ! On vous fait marcher contre le peuple ! » C’est alors que deux colonnes de fantassins, l’une par le pont de la Guillotière avec Valentin, et l’autre par la rue de Marseille avec Andrieux, dispersent les manifestants vers 19h45 en tirant. Les insurgés ripostent de derrière les barricades et la bataille dure jusqu’à 23h, moment où les militaires font donner l’artillerie pour enfoncer les portes de la Mairie de la Guillotière. On compte une trentaine de morts,. L'agent Jacques François Griscelli parait avoir joué un rôle dans cet épisode en faisant échouer le « complot de Genève ».
À la Croix-Rousse, une barricade est dressée rue de Cuire, mais, dépourvue de défenseurs, elle est détruite le 30 avril vers 13h30. Par contre, les barricades de la Grand rue de la Guillotière tiennent jusqu’à 11h20 le 1er mai, où l’on dénombre beaucoup de blessés et au moins 13 morts. La Guillotière incarne désormais le quartier ouvrier et remplace ainsi les pentes insurrectionnelles de la Croix-Rousse.

## Galerie

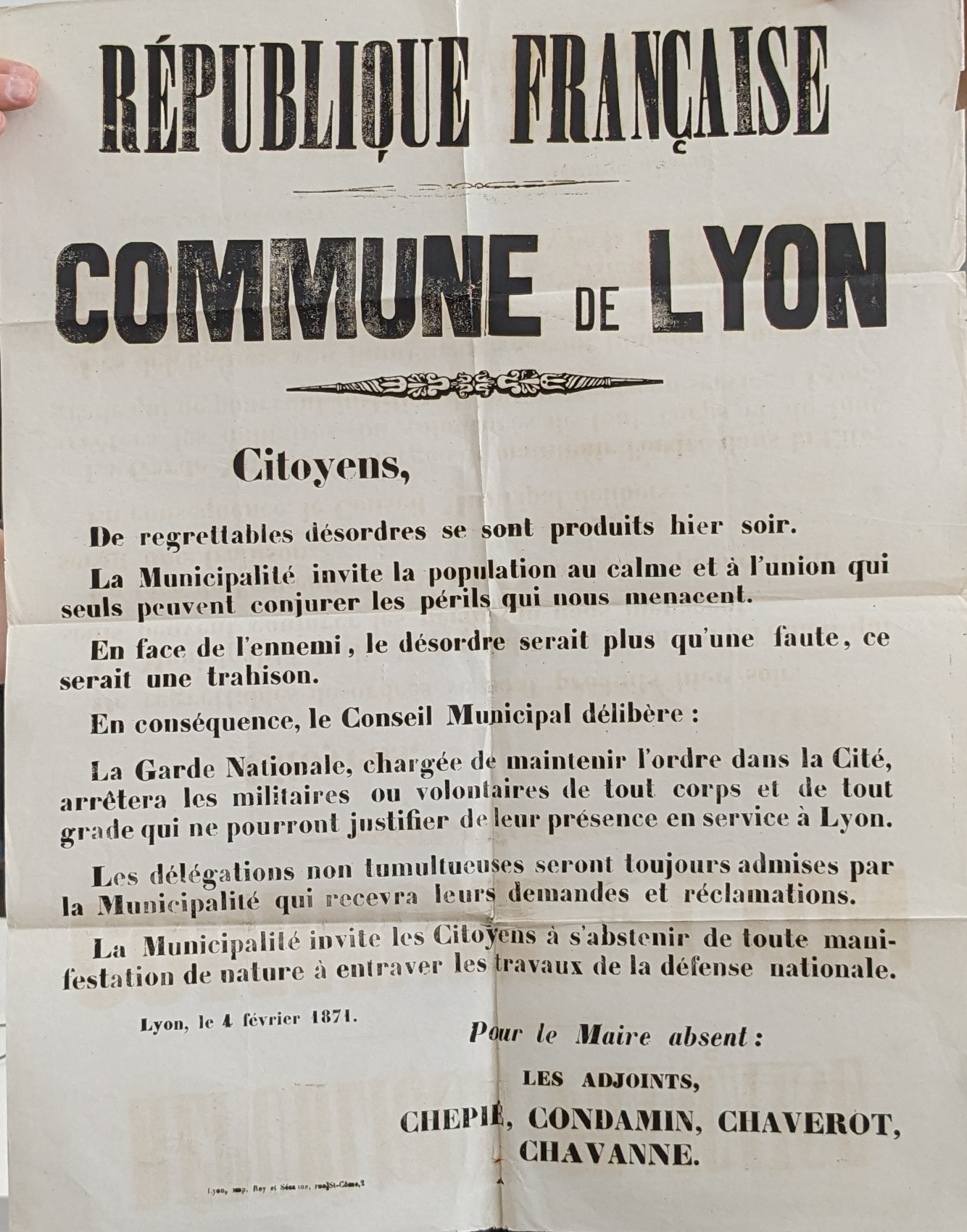
Affiche de la commune de Lyon du 4 février 1871 protestant contre des troubles.
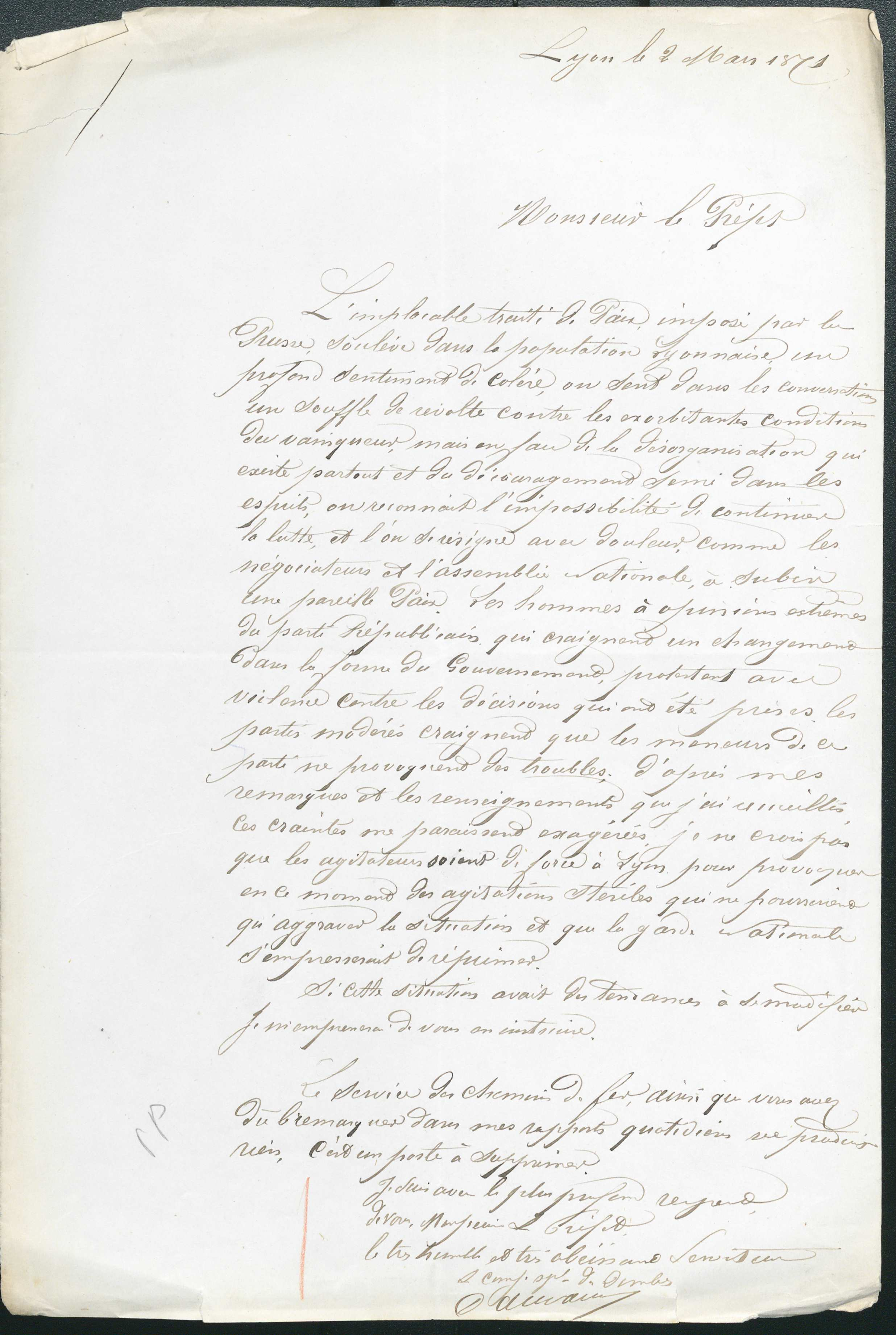
Lettre du 2 mars 1871 du préfet du Rhône sur la situation du peuple de Lyon.
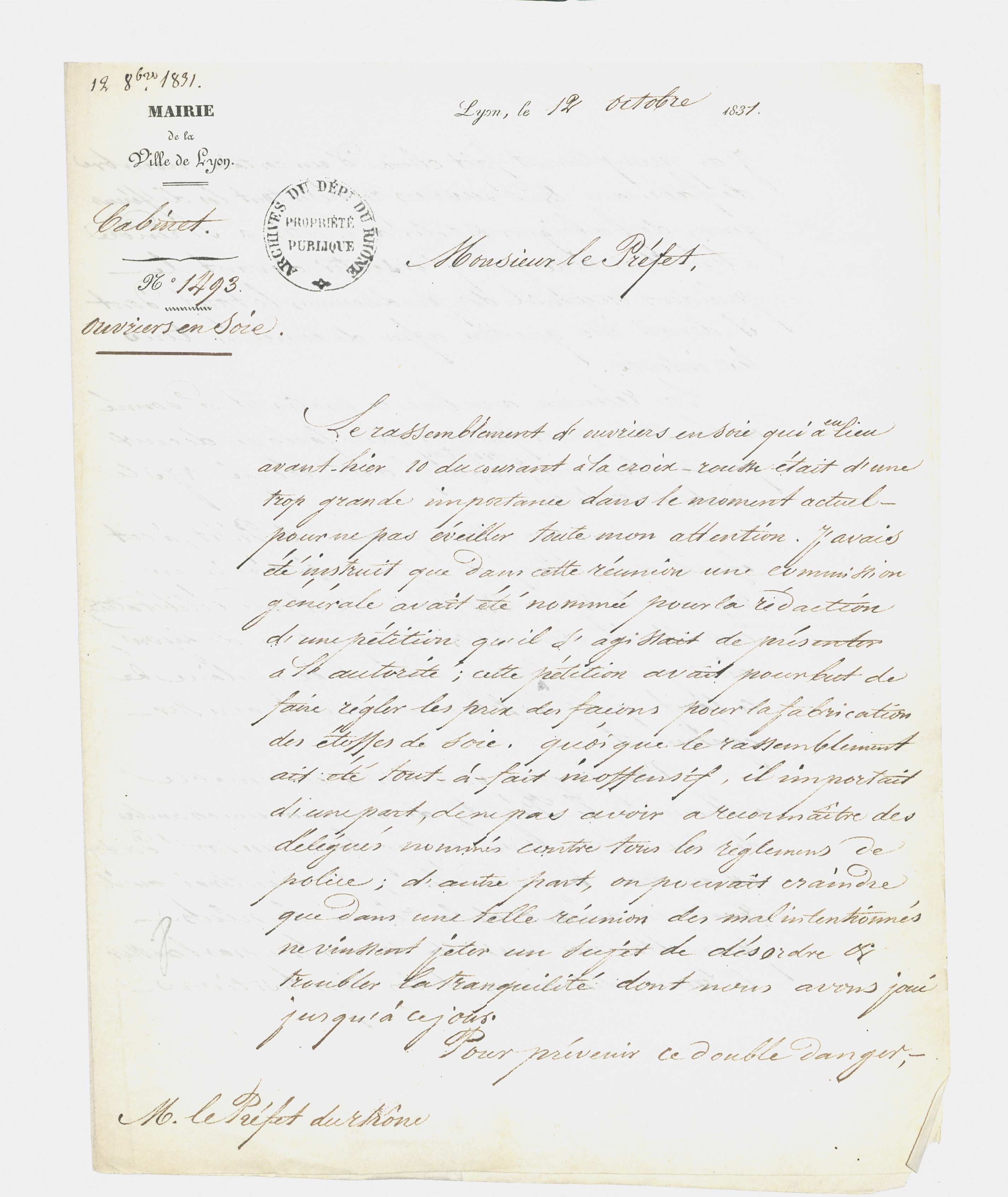
Lettre du maire de Lyon du 12 octobre 1831 s'inquiétant des troubles à la Croix-Rousse. p. 1
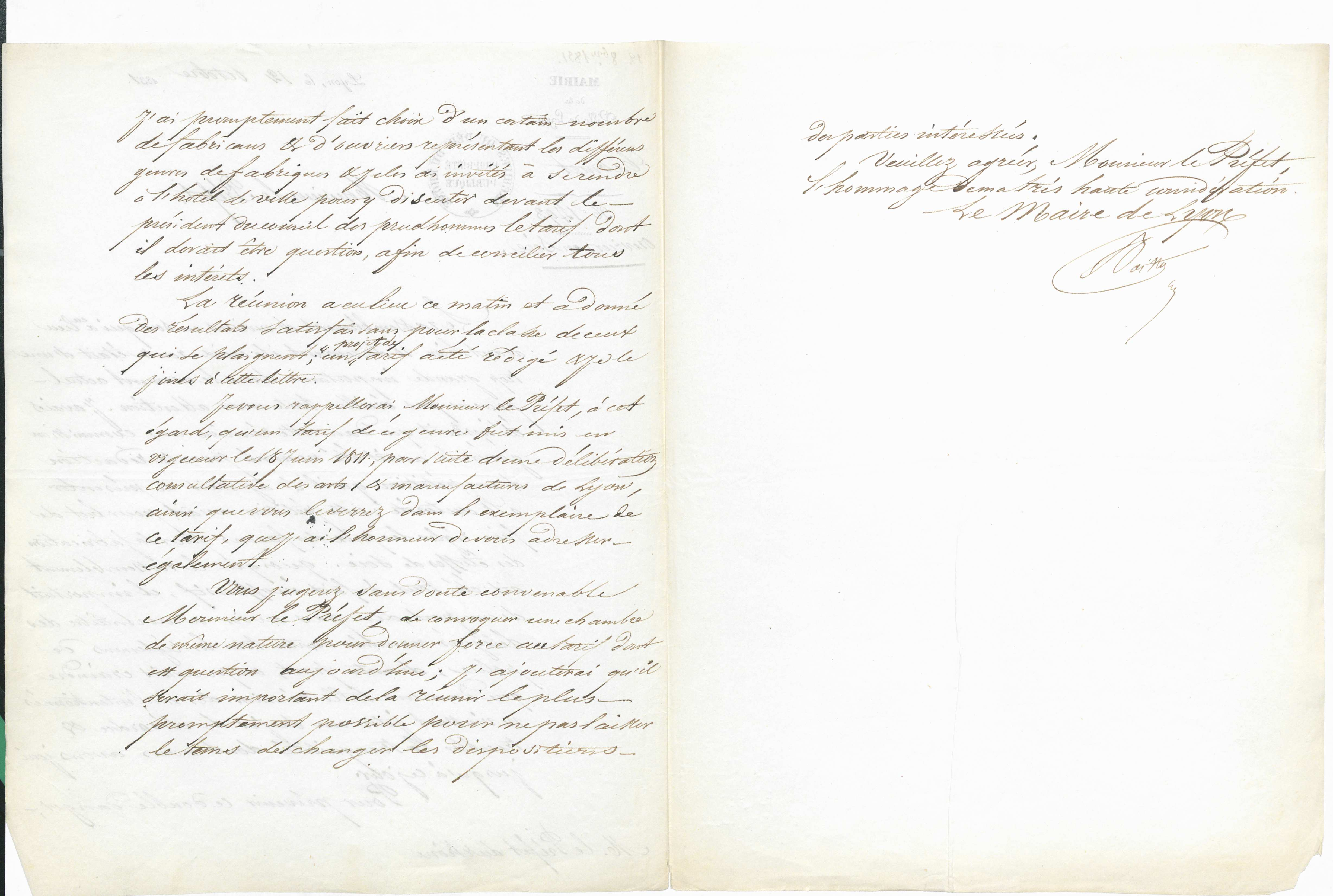
p. 2 & 3